# سیارک ۱۰۱۴۷
سیارک ۱۰۱۴۷ (به انگلیسی: 10147 Mizugatsuka، نامگذاری:1994CK2) ده هزار و صد و چهل و هفتمین سیارک کشف شده‌است که در ۱۳ فوریه ۱۹۹۴ کشف شد.
قدر مطلق سیارک برابر ۲۵٫۷ است.